# Manuel Galup
Manuel Galup y Valdivieso (Lima, 1833 - ib. 12 de noviembre de 1886) fue un político peruano, ministro de Hacienda del gobierno de Miguel Iglesias (1883-1885).

## Biografía
Hijo de Pedro Galup y María Josefa Valdivieso. En 1868 contrajo matrimonio con Josefa Fuentes, en la iglesia de San Sebastián de Lima.
Luego de que la Asamblea Nacional de Ayacucho ungiera al entonces dictador o jefe supremo Nicolás de Piérola como presidente provisorio del Perú, este organizó en octubre de 1881 un gabinete ministerial, en el que figuraba Manuel Galup como ministro de Hacienda. Los demás ministros eran Andrés A. Cáceres, Lizardo Montero, Aurelio García y García y Pedro Alejandrino del Solar. Pero este gabinete nunca llegó a reunirse, y poco después Piérola renunció al poder y abandonó el país.
El 20 de noviembre de 1883 juró como ministro de Hacienda del gobierno del general Miguel Iglesias, cargo en el que permaneció hasta el fin de dicho gobierno, ocurrido el 3 de diciembre de 1885, cuando Iglesias renunció tras el triunfo de la revolución cacerista. Durante su gestión como ministro, intentó normalizar la recaudación fiscal nombrando apoderados fiscales en todos los departamentos, pero la perturbación del orden público impidió que la medida diera los resultados esperados. Asimismo,  firmó un contrato con la Sociedad General de París, por el cual esta se adjudicaba  la explotación de todas las operaciones del muelle y dársena del Callao. A cambio, dicha Sociedad se comprometió a hacer un préstamo de 500 mil soles al Estado peruano. Se buscaba así sanear la hacienda y las finanzas luego de la catástrofe que había ocasionado la derrota del Perú en la Guerra del Pacífico.

## Descendencia
Nieto suyo fue Augusto Thorndike Galup (1903-1966), que fue también ministro de Hacienda, en los años 1950. Otros descendientes suyos son los periodistas Guillermo Thorndike (1940-2009) y Augusto Thorndike del Campo (1975-).